# Frenkhausen (Meschede)

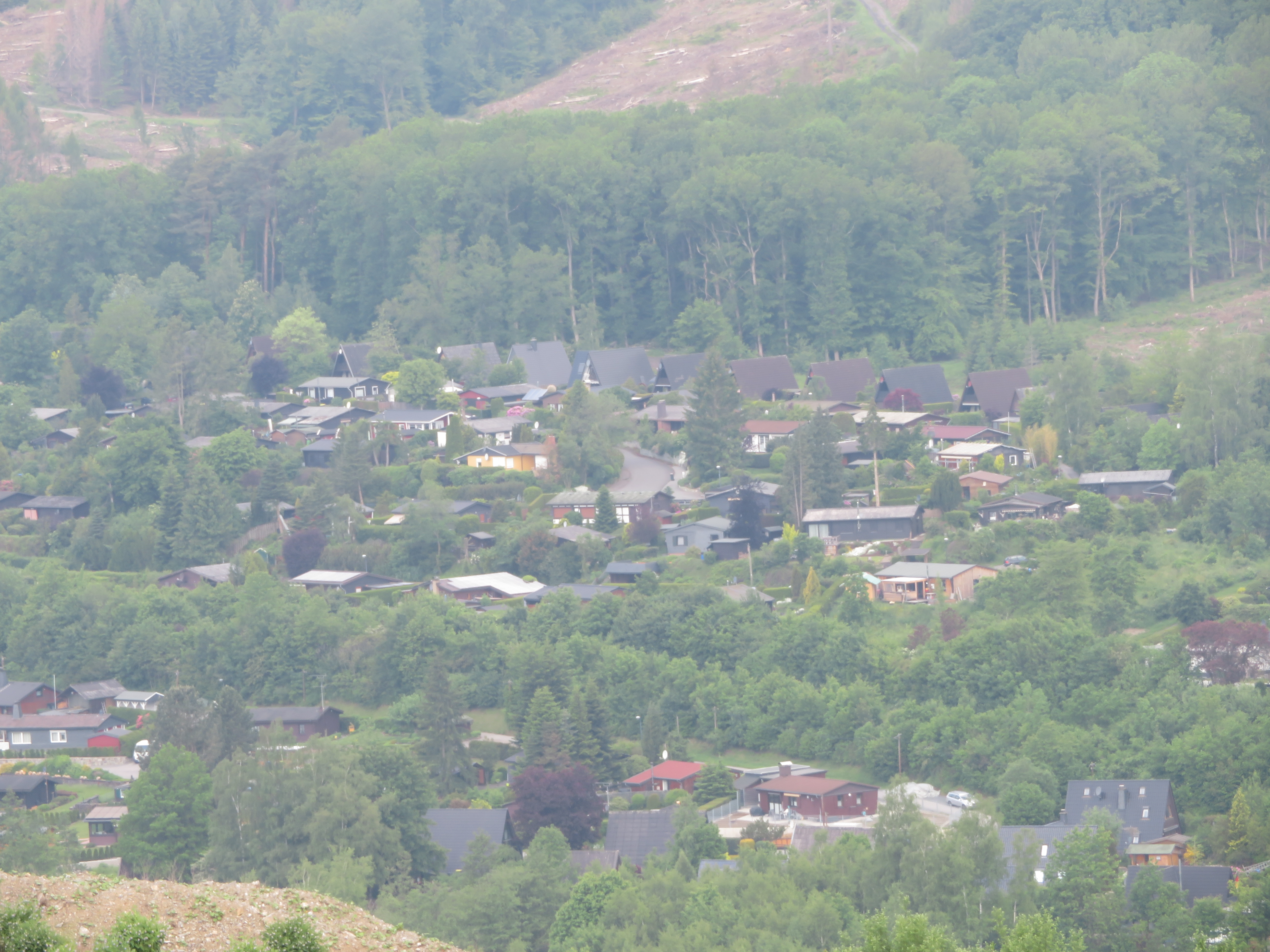
Teilbereich von Frenkhausen

 Frenkhausen ist ein Ortsteil der Stadt Meschede im Hochsauerlandkreis. Am 31. Dezember 2023 hatte Frenkhausen 90 Einwohner.

## Geografie
Frenkhausen befindet sich rund zehn Kilometer westlich von Meschede. Das Naturschutzgebiet Erlenwald südlich Frenkhausen grenzt an den Ort. Durch Frenkhausen führt die Landesstraße 686. Der Frenkhausener Bach mündet nahe des Ortes in den Kesselbach. Hier befindet sich eine Ferienhaussiedlung. Angrenzend sind Olpe und Herblinghausen.

## Geschichte
In „Frenchusen“ bzw. „Vrenchusen“ befanden  sich im 14. Jahrhundert drei Hufe des Stiftes Meschede.
Seit der Neugliederung durch das Sauerland/Paderborn-Gesetz zum 1. Januar 1975 gehört Frenkhausen zum Hochsauerlandkreis und ist ein Ortsteil der Stadt Meschede. Vorher war es ein Ortsteil der Gemeinde Herblinghausen, Amt Freienohl.

## Religion
Die denkmalgeschützte katholische Kapelle St. Hubertus steht auf dem Gut Frenkhausen. Sie wurde am 6. September 1984 in die Liste der Denkmale der Stadt Meschede aufgenommen.